# Marco Rodríguez
Marco Antonio Rodríguez Moreno (Città del Messico, 10 novembre 1973) è un allenatore di calcio ed ex arbitro di calcio messicano.

## Carriera
Arbitro internazionale dal 1º gennaio 1999, esordisce nello stesso anno in Paraguay-Guatemala. Rodríguez è stato designato per il Mondiale U-17 del 2003, la Coppa America del 2004 (dove arbitra la semifinale tra Brasile e Uruguay), il Mondiale U-17 del 2005, la Gold Cup del 2005, del 2007, del 2009, del 2011 e del 2013, per il Mondiale del 2006 dove ha arbitrato le partite della fase a gironi Inghilterra-Paraguay e Serbia e Montenegro-Costa d'Avorio: la sua convocazione per questo torneo era giunta in extremis, dopo che l'arbitro titolare inizialmente selezionato, ovvero il guatemalteco Carlos Batres, aveva dovuto rinunciare per i postumi di un intervento al ginocchio.
Nel 2007, a Yokohama, arbitra la finale del Mondiale per club tra Milan e Boca Juniors.
Nel settembre 2009 viene convocato, per la prima volta, in vista del Campionato mondiale di calcio Under-20 in programma in Egitto.
Il suo nome figura tra i 30 ufficialmente convocati per i Mondiali di calcio in Sudafrica nel 2010, dove dirige due partite: Germania-Australia e Spagna-Cile.
Nell'aprile 2012 viene inserito dalla FIFA in una lista di 52 arbitri preselezionati per i Mondiali 2014.
Nel dicembre 2012 è selezionato dalla FIFA in vista della Coppa del mondo per club FIFA 2012. Si tratta dunque della sua seconda partecipazione dopo l'edizione del 2007. Questa volta, gli viene assegnata una delle semifinali.
In ambito CONCACAF, ha diretto quattro volte in carriera la finale della CONCACAF Champions League, l'ultima volta nell'edizione 2013-14. Nell'occasione gli è stata assegnata la gara di ritorno.
Nell'ottobre 2013 è convocato dalla FIFA per il Campionato mondiale di calcio Under 17 2013. Nella circostanza, viene impiegato per una partita della fase a gironi e un ottavo di finale.
Il 15 gennaio 2014 viene selezionato ufficialmente per i Mondiali 2014 in Brasile. Dirige il 17 giugno la prima gara del gruppo H tra Belgio e Algeria, che vede i fiamminghi prevalere per due reti a una. In seguito arbitra Italia-Uruguay 0-1, mentre l'ultima partita che dirige è la semifinale dell'8 luglio a Belo Horizonte tra Brasile e Germania, partita passata alla storia con il nome di Mineirazo.
Il 16 luglio, il fischietto messicano annuncia alla stampa il suo ritiro da arbitro (sia internazionale che in patria), dopo 25 anni dedicati a tale attività. Si congeda dichiarando di aver raggiunto quanto da lui prefissato (tre mondiali, e la semifinale nell'ultima edizione) non avendo più stimoli per proseguire sulla carta, dove avrebbe potuto ambire al suo quarto mondiale nel 2018. Inoltre, il desiderio di stare più vicino alla famiglia e lasciare spazio ai giovani arbitri messicani hanno fatto maturare questa importante decisione.
Il 18 maggio 2018 ottiene la qualifica di direttore sportivo dalla RFEF, con l'intenzione di intraprendere in seguito la carriera di allenatore.

## Vita privata
Marco Rodríguez è stato professore di educazione fisica, e svolge anche l'attività di pastore protestante.
In patria è noto per la sua severità nell'arbitraggio ed è soprannominato Chiquidrácula per la sua somiglianza a un personaggio della tv messicana che rappresenta il figlio del Conte Dracula.

### Fonti
- Sito della CONCACAF, su CONCACAF.com.
- Sito della FIFA, su FIFA.com.